# Segunola

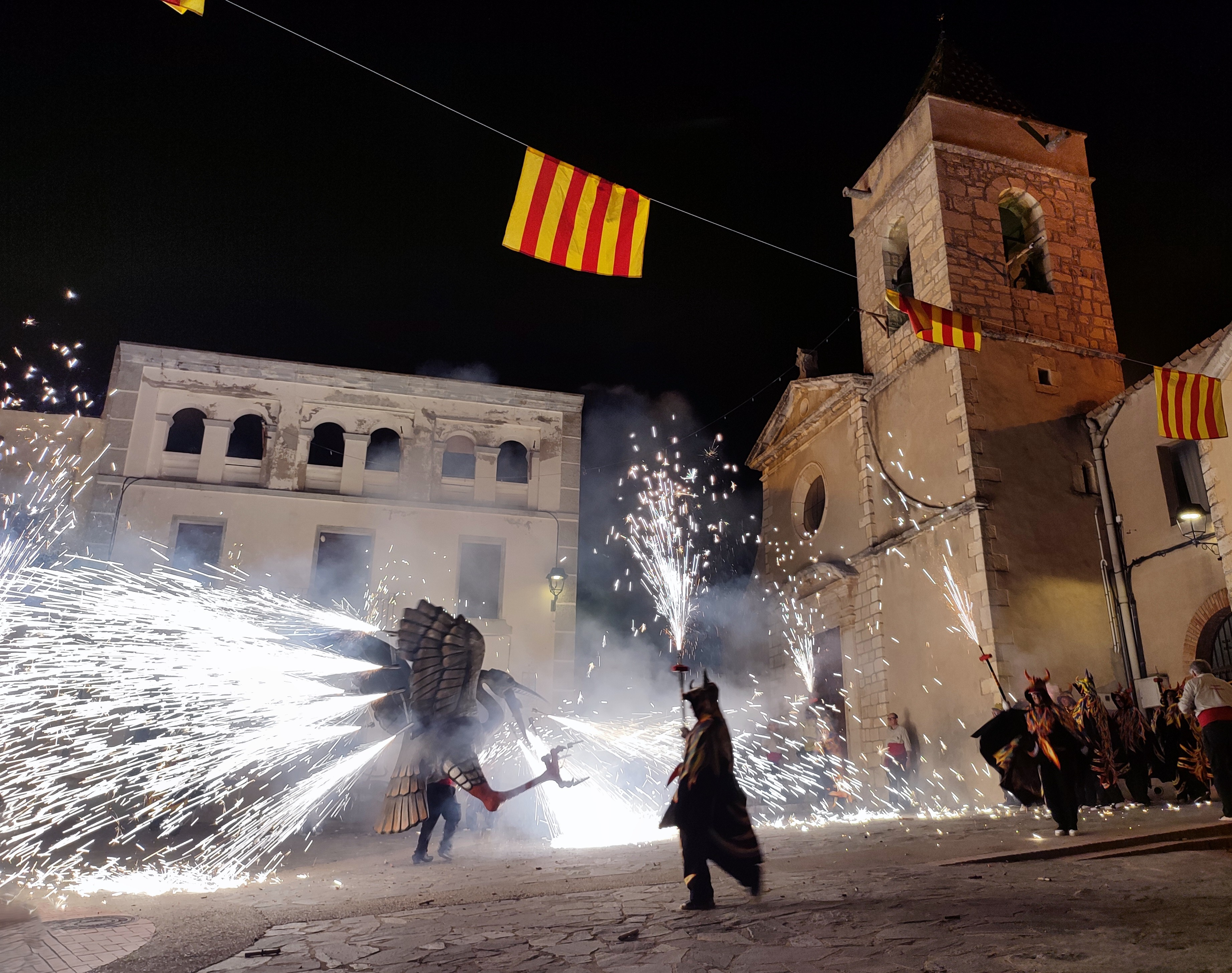
Actuació de la Segunola al correfoc de les Gunyoles

La Segunola és una peça zoomòrfica del bestiari de foc de les Gunyoles, al municipi d'Avinyonet del Penedès (Alt Penedès), que representa una cigonya, possible origen del topònim del poble. Fou creada el 2010 per Elias Àlvarez per a la colla de Diables de les Gunyoles, en substitució de l'anterior Drac, que s'havia deteriorat. Pesa 34 kg, té una llargada de 350 cm, una amplada de 220 cm i una alçada de 300 cm. Llença foc per 18 punts: 4 per la boca, 8 per les ales i 6 per altres punts. La carrega un portador. Participa en el correfoc del poble i altres celebracions.